# Исеть (станция)
Исе́ть — станция Свердловской железной дороги в посёлке Исеть городского округа Верхняя Пышма Свердловской области России. Находится в 29 километрах от станции Екатеринбург-Пассажирский. Относится к Нижнетагильскому региону обслуживания Свердловской железной дороги.

## Описание
Железнодорожная станция Исеть расположена в центральной части одноимённого посёлка. Станция разделена на транзитную и товарную части. Возле транзитной части есть одноэтажный вокзал с кассами и залом ожидания и хозяйственные строения. Две боковые платформы примыкают к крайним путям транзитной части станции, соединены пешеходным мостом, который выходит к улицам Станционной и Ленина. От станции отходят подъездные пути к карьеру, к Исетскому щебёночному заводу, к заводу ЖБИ.

## Пригородное сообщение
Пассажирское сообщение по станции представлено пригородными электропоездами, курсирующими на участке Екатеринбург-Пассажирский — Нижний Тагил, за исключением скоростных поездов «Ласточка» и «Финист». В отдельное время курсируют маршруты до станций Керамик, Камышлов и Каменск-Уральский.

## История
Как и сам посёлок, станция Исеть названа в честь протекающей здесь реки Исети. Станция была открыта 1 октября 1878 году в составе последнего участка Уральской горнозаводской железной дороги. Современное здание вокзала было построено в советские годы. Сейчас станция служит для местных жителей, рыбаков и туристов и для разъезда/сортировки составов грузовых поездов.

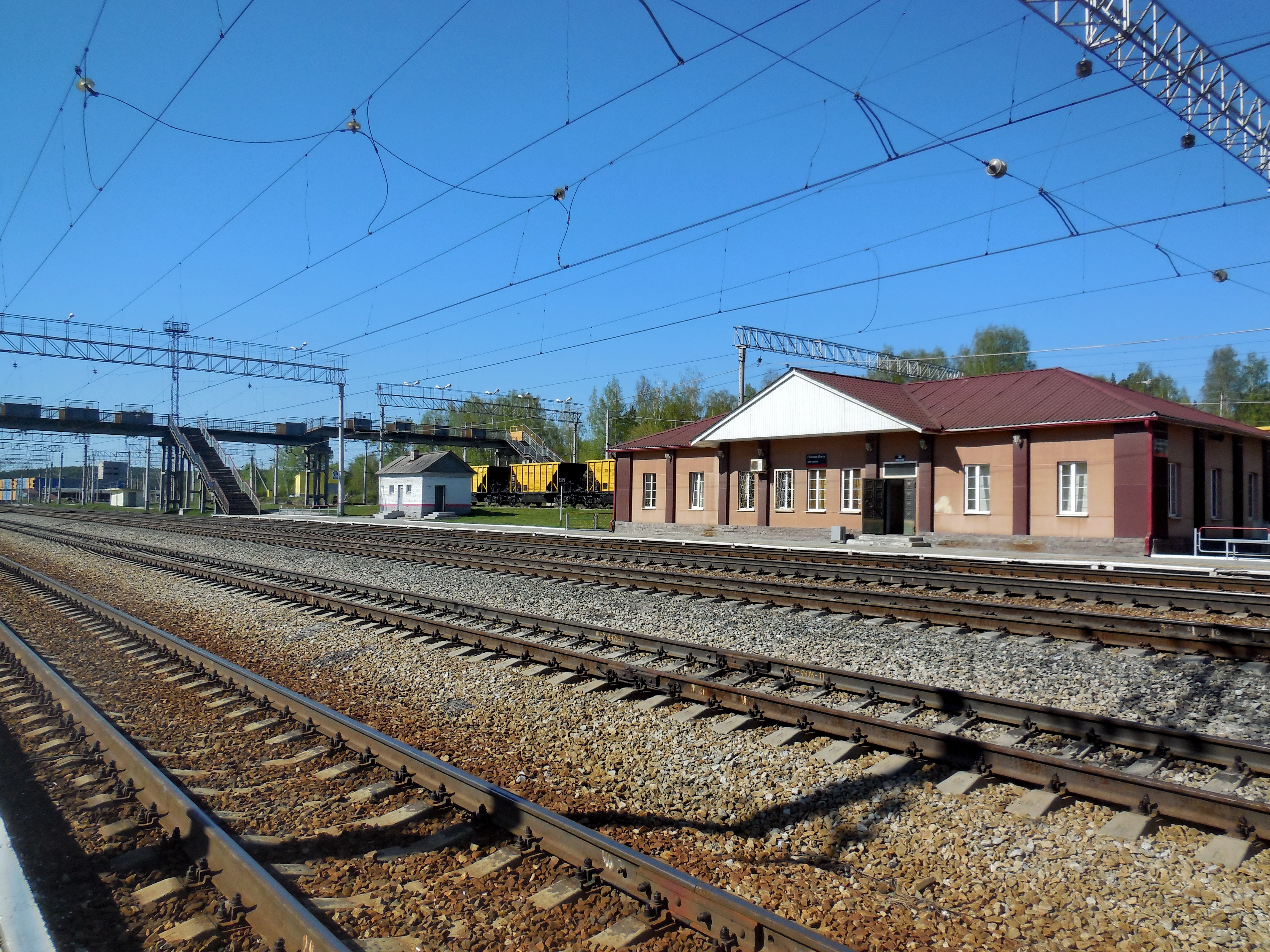
Солнечный летний день на станции Исети
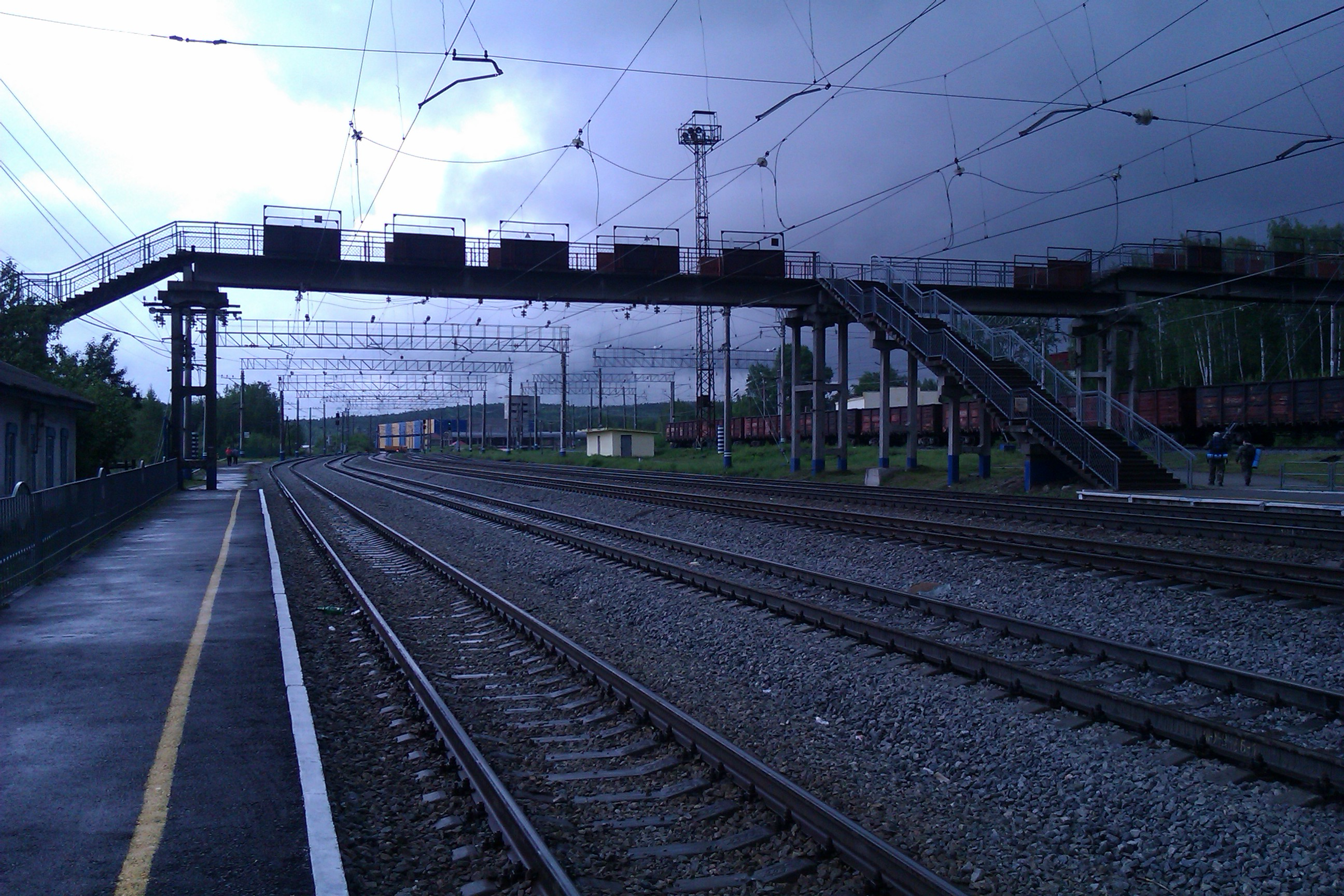
Пасмурная погода на станции Исети